# 罗德尼·金
罗德尼·金（英語：Rodney Glen King，1965年4月2日—2012年6月17日），非裔美国人，出生于加利福尼亚首府沙加緬度。1991年3月3日，因超速被洛杉矶警方追逐，被截停后拒捕袭警，遭到警方用警棍暴力制服，1992年，法院判决逮捕罗德尼·金的四名白人警察（斯特西·孔恩、劳伦斯·鲍威尔、希欧多尔·布里森諾、蒂莫西·温迪）无罪，从而引发了1992年洛杉磯暴動。

## 入狱
罗德尼·金曾因为家庭暴力于1987年7月27日被判处缓刑。1989年11月3日，他因为用輪胎拆卸工具抢劫了一家便利商店200美元并打伤店员而被以抢劫罪判处2年有期徒刑。因为在狱中的表现良好，他于1990年12月27日被保释，监外服刑，条件之一是不能饮酒。

## 暴力事件
1991年3月3日晚上，处于假释期间的罗德尼·金在洛杉矶的朋友家中观看了一场棒球比赛并喝下三大瓶烈性杜松子酒。比赛结束后，他和另外两名黑人朋友一共三人同乘一辆车向西开上了210号高速公路。凌晨12点30分，加利福尼亚州公路巡逻队的蒂姆·辛格和梅拉尼·辛格夫妇发现了行驶在他们身后的三人，并发现他们的行驶速度超过了每小时110 mi（177 km），超出了高速公路的限速。于是他们开始试图让其停下，然而金并没有照做。在行驶了8 mi（12.9 km）闯过了若干红灯，差不多制造了一起交通事故之后。12点45分，金在3辆洛杉矶警察局（LAPD）的警车和1架警用直升机的堵截下停止在一家娱乐场所门前。蒂姆要求金和他的伙伴们离开车辆并按重案犯的标准脸朝下趴在地上，金的两个朋友照做了并在后面的事件中安然无恙，而他本人则缓慢地离开车辆，扭动屁股并对女警官梅拉尼（Melanie Singer）做出侮辱性动作。当女警掏出手枪准备进一步接近金时，来自洛杉矶警察局的孔恩警长（Stacey C. Koon）示意她退下并让现场的所有警察收起枪支。
然后在孔恩的带领下，鲍威尔（Laurence Powell）等四名洛杉矶警察开始接近罗德尼·金，其中一人用膝盖压住他的后背试图制服他。结果警察们反而被金扔飞了出来，孔恩于是用一种类似于泰瑟枪的电击枪攻击罗德尼。第一次射击时金并没有倒下，第二次射击后他虽然倒在地上但很快站了起来并向警察扑来（事后证明电警棍因故障电压不够）。孔恩此时判断他可能服用了某种增强体力的兴奋剂，于是他开始抽出自己的金属警棍并打算用它来施行攻击。差不多就在此时，附近公寓内的一名爱好摄影的经理人乔治·好莱迪（George Holliday）被汽车和直升机的轰鸣声吸引，打开他的摄像机开始拍摄。此后，虽然孔恩警官曾经告诫不要攻击头部，但罗德尼·金的脸部依然受了伤。警察们一共挥动了56下警棍，有23次警棍没有打中。最后，在金的请求下，警察们停止了攻击给金带上手铐，并交救护车送往医院急救。从金在第二次电击后站起扑向警官到攻击结束的这段过程都被摄影机拍下，时长约为81秒。孔恩曾说过“我曾经见过所谓的合理使用暴力，但在我14年半的职业生涯中从没见过哪次像这样的”鲍威尔对巡警说过「我很久没有这样狠地揍过人了」。后来，金因为受伤被送进了医院事发后5小时对金的检测表明，他血液中的酒精含量达到0.19%，超过了法律限制。
第二天，好莱迪将录影带交给了洛杉矶当地电视台KTLA，晚上这条录像带就被剪辑成68秒的版本出现在电视新闻裡。剪掉的部分包括最初3秒金扑向警察的部分和之后10秒镜头的摇晃。5号，CNN得到了68秒录像拷贝并在新闻中播出。6号，同样的画面就出现在了全国各大电视台的新闻节目之中。CNN总部在播出三周后始知为删减后之影片，副总裁特纳（Ed.Turner）遂命此后CNN播此新闻必须将删减部分补上，但是ABC、NBC、CBS和KTLA依然播放删减后之影片。

## 审判
加州地方法院将审案地点变更为温杜纳县，审判时，金本人没有就酗酒超速驾驶，拒不停车等问题出庭宣誓作证，原先针对金的超速拘捕等罪名的起诉被放弃，3月15日四名警官因为对金的过度暴力而被起诉，金和他的律师索赔5600万美元的赔款，即1记警棍100万美元。由10名白人，1名西班牙裔和1名菲律宾裔组成的大陪审团观看的是完整的录像带，他们于1992年4月29日做出4名警官无罪的决定。而在此之前的调查显示，92%的美国民众认为电视画面上的警察有罪。2个小时之后，洛杉矶暴动就发生了。暴动发生后第3天，罗德尼·金出现在电视上向大家呼吁停止暴力。警察们很快再次被起诉，1993年4月17日，孔恩警长和鲍威尔被判决侵犯了罗德尼·金的公民权，处以30个月有期徒刑，另外两名警察无罪开释。金因此获得380万美元的赔偿。1995年1月，美国联邦第九巡回上诉法院做出量刑过轻的判决，1996年6月，美国最高法院以9:0推翻了上诉法庭做出的加重惩罚的判决。

## 近况
身高6英尺3英寸（1.91米），体重250磅的罗德尼·金计划参加2009年9月12日开始的Celebrity Boxing（明星拳击赛）。
2012年6月17日疑似服用過量藥物與酒精的羅德尼·金被發現溺死在自家的游泳池中。